# James Abrahams
James Abrahams (sinh năm 1867) là một cầu thủ bóng đá từng thi đấu ở Football League cho Notts County.